# Премия «Джуно» лучшему исполнителю года
Juno Award for Artist of the Year (Премия Juno Awards лучшему исполнителю года) — одна из главных музыкальных наград Канады, вручаемая на церемонии Juno Awards. Вручается с 1970 года, в том числе под нынешним названием с 2003 года.

## История
В 1970—2001 существовала в двух номинациях: отдельно для певиц и отдельно для певцов. Несколько раз меняла своё название:
- Best Female Vocalist (1970—1974, 1999), Best Male Vocalist (1970—1974, 1999),
- Female Vocalist of the Year (1975—1998), Male Vocalist of the Year (1975—1998),
- Best Female Artist (2000—2001), Best Male Artist (2000—2001),
- Best Artist (2002).
- С 2003 года называется Artist of the Year.

## Победители

### Best Male Vocalist (1970—1974)
- 1970 — Энди Ким
- 1971 — Гордон Лайтфут
- 1972 — Гордон Лайтфут
- 1972 — en:Joey Gregorash (Outstanding Performance — Male)
- 1973 — Гордон Лайтфут
- 1973 — en:Bob McBride (Outstanding Performance — Male)
- 1974 — Терри Джекс

### Best Female Vocalist (1970—1974)
- 1970 — Жинетт Рено
- 1971 — Энн Мюррей
- 1972 — Энн Мюррей
- 1972 — Жинетт Рено (Outstanding Performance — Female)
- 1973 — Энн Мюррей
- 1973 — Жинетт Рено (Outstanding Performance — Female)
- 1974 — Энн Мюррей

### Male Vocalist of the Year (1975—1998)
- 1975 — Гордон Лайтфут
- 1976 — Джино Ваннелли
- 1977 — en:Burton Cummings
- 1978 — Дэн Хилл
- 1979 — Джино Ваннелли
- 1980 — en:Burton Cummings
- 1981 — Брюс Кокберн
- 1982 — Брюс Кокберн
- 1983 — Брайан Адамс
- 1984 — Брайан Адамс
- 1985 — Брайан Адамс
- 1986 — Брайан Адамс
- 1987 — Брайан Адамс
- 1989 — Робби Робертсон
- 1990 — en:Kim Mitchell
- 1991 — Колин Джеймс
- 1992 — Том Кокран
- 1993 — Леонард Коэн
- 1994 — Рок Вуазин
- 1995 — Нил Янг
- 1996 — Колин Джеймс
- 1997 — Брайан Адамс
- 1998 — en:Paul Brandt

### Female Vocalist of the Year (1975—1998)
- 1975 — Энн Мюррей
- 1976 — Джони Митчелл
- 1977 — Пэтси Галлант
- 1978 — Пэтси Галлант
- 1979 — Энн Мюррей
- 1980 — Энн Мюррей
- 1981 — Энн Мюррей
- 1982 — Энн Мюррей
- 1983 — en:Carole Pope
- 1984 — en:Carole Pope
- 1985 — Luba
- 1986 — Luba
- 1987 — Luba
- 1989 — k.d. lang
- 1990 — en:Rita MacNeil
- 1991 — Селин Дион
- 1992 — Селин Дион
- 1993 — Селин Дион
- 1994 — Селин Дион
- 1995 — Дженн Арден
- 1996 — Аланис Мориссетт
- 1997 — Селин Дион
- 1998 — Сара Маклахлан

### Best Male Vocalist (1999—1999)
- 1999 — en:Jim Cuddy

### Best Female Vocalist (1999—1999)
- 1999 — Селин Дион

### Best Male Artist (2000—2001)
- 2000 — Брайан Адамс
- 2001 — Нил Янг

### Best Female Artist (2000—2001)
- 2000 — Шанталь Кревязюк
- 2001 — Дженн Арден

### Best Artist (2002—2002)
- 2002 — Дайана Кролл

### Artist of the Year (2003- …)
- 2003 — Шанайя Твейн
- 2004 — en:Sam Roberts (singer-songwriter)
- 2005 — Аврил Лавин
- 2006 — Майкл Бубле
- 2007 — Нелли Фуртадо
- 2008 — Лесли Файст (англ. Feist)
- 2009 — en:Sam Roberts (singer-songwriter)
- 2010 — K'Naan
- 2011 — Нил Янг
- 2012 — Лесли Файст (англ. Feist)
- 2013 — Леонард Коэн
- 2014 — Серена Райдер
- 2015 — The Weeknd
- 2016 — The Weeknd
- 2017 — Леонард Коэн
- 2018 — Горд Дауни
- 2019 — Шон Мендес
- 2020 — Шон Мендес
- 2021 — The Weeknd
- 2022 — Шарлотта Карден
- 2023 — The Weeknd
- 2024 — Тейт Макрей
- 2025 — Тейт Макрей